# アレクサンドル・チェルヴャコフ
アレクサンドル・グリゴリエヴィチ（ゲオルギエヴィチ）・チェルヴャコフ（ロシア語: Александр Григорьевич (Георгиевич) Червяков、1892年3月8日 - 1937年6月16日）、民族名アリャクサンドル（アリャクサンダル）・ルィホラヴィチ・チャルヴャコウ（ベラルーシ語: Аляксандр (Аляксандар) Рыгоравіч Чарвякоў）は、ソビエト連邦で活動したベラルーシ人の政治家。

## 生涯

### 青年期
```
 
1892年
3月8日（
ユリウス暦
2月25日）、
ロシア帝国
ミンスク県
ドゥコルキ
（
ロシア語版
）
の貧しい
[
1
]
農家に生まれた
[
2
]
。14歳から働き始め、市立学校を卒業後、
1909年
に教職資格を得て
[
2
]
ヴィリナ県
トロキ
郡 (
ru
) の学校で教えた
[
1
]
。働きながら
1915年
に
ヴィリナ
教育学院 (
ru
) を卒業した
[
1
]
（学校からの評価は「有能で知的だが思想的に疑わしい」というものだった
[
3
]
）。
```

その後はヴィリナ市立学校で教えていたが、同年8月から10月まではモギリョフに疎開し、同月からトゥーラの第77予備連隊に召集された。翌1916年3月から7月までモスクワのアレクサンドル軍学校 (ru) に学び、卒業後は同月からイルクーツクで第11予備連隊の旗手を務めた。翌1917年2月から5月まではオラニエンバウムの機関銃学校でも学んでいる。5月にペトログラードで発生したボリシェヴィキ蜂起にも積極的に参加。同月から11月まではリゴヴォの第2機械銃予備連隊行軍機関銃隊隊長を務めた。従軍中も、軍隊内で革命団体の組織や宣伝活動を行っている。

### 内戦期

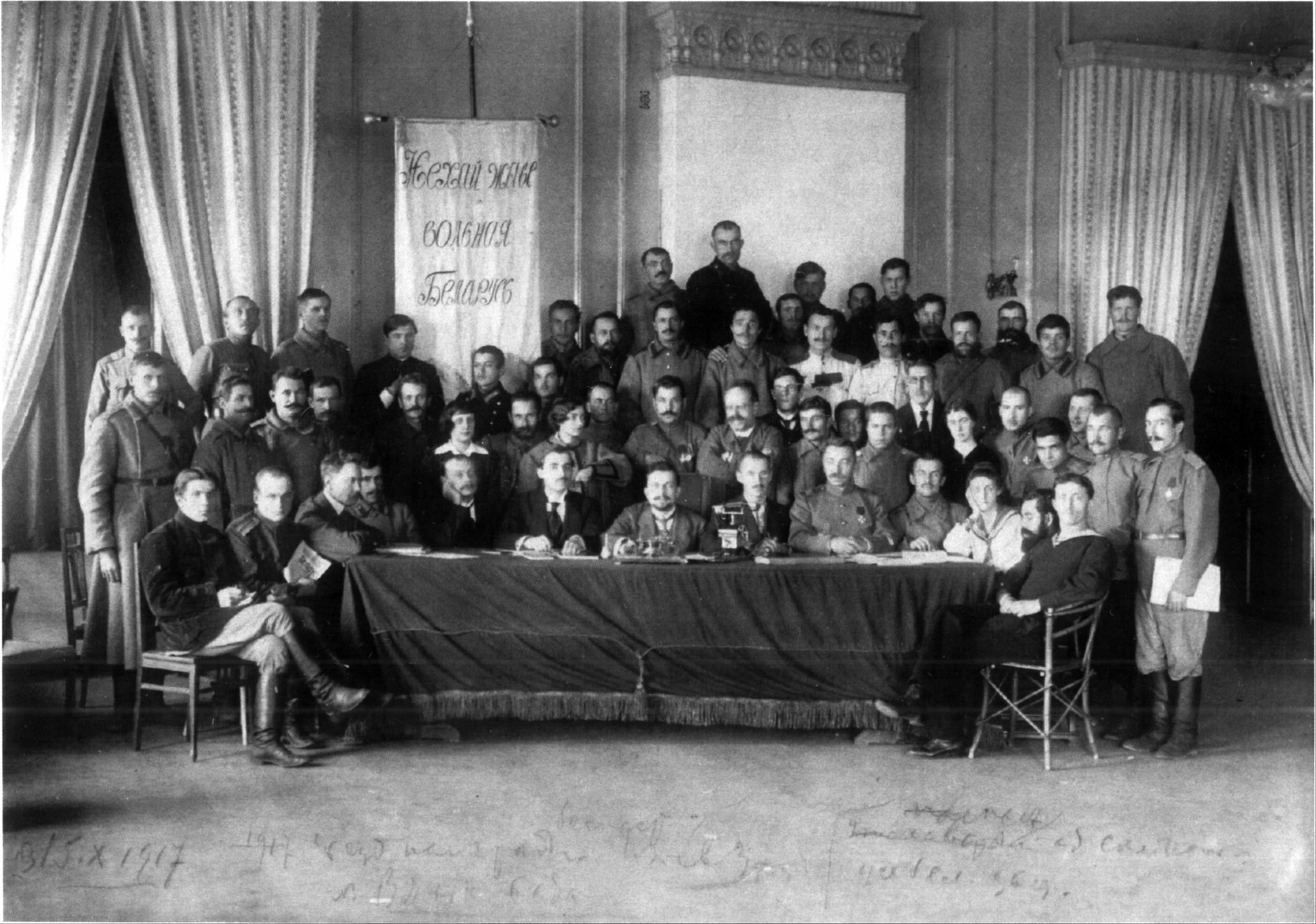
白ロシア中央党組織第2回会議（1917年10月28日・ミンスク）

同年9月にはペトログラードで白ロシア社会民主労働党（be, ボリシェヴィキ白ロシア局）の創立者の一人となり、12月の第1回全白ロシア大会にも出席。翌1918年2月13日からはロシア・ソビエト共和国民族問題人民委員部の白ロシア人担当委員 (be-x-old) に就き、同年8月には師団政治将校に任じられたが、負傷して退任。同年9月から12月までは軍事委員全ロシア局文化・教育部部長に就いた。
同月から翌1919年1月までは白ロシア社会主義ソビエト共和国臨時政府 (be-x-old) の一員となり、同月1日の憲法 (be) にも署名している。同月19日から翌1920年7月31日までは白ロシア共和国およびリトアニア＝白ロシア・ソビエト社会主義共和国の教育人民委員に就き、同時期にはリトアニア＝白ロシア共和国中央執行委員や赤軍第16軍および西部戦線文化・教育・政治担当者、革命軍事会議メンバーでもあった。
1920年7月30日まではミンスク軍事革命委議長、同日から12月13日までは再建された白ロシア社会主義ソビエト共和国の軍事革命委議長を務め、同年にはリガ講和条約に先立つ和平交渉にも参加した。

### 白ロシア共和国指導者として

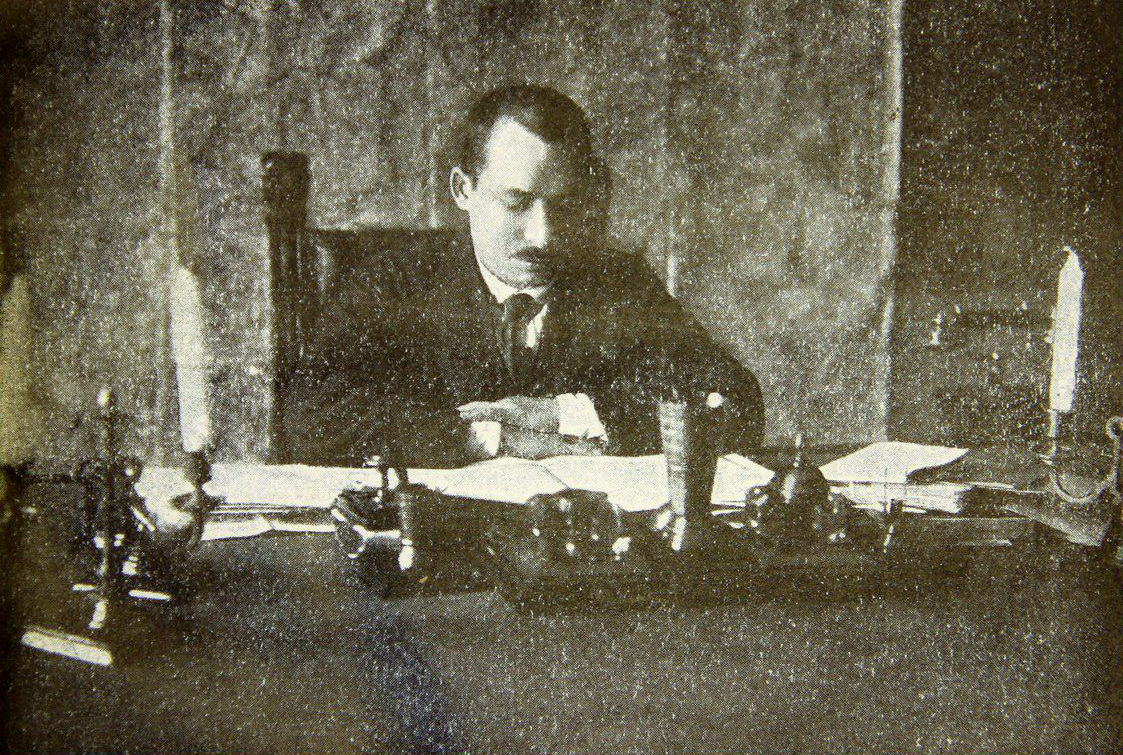
1924年のチェルヴャコフ

11月25日から1924年2月10日までは白ロシア共産党中央委 (be) 中央局員、1920年12月18日から1924年3月17日までは白ロシア共和国人民委員会議議長、1920年8月1日からは中央執行委 (ru) 議長を務めた（12月18日までは代行）。1921年から1923年7月までは外務人民委員 (be)、1922年3月20日から1924年2月10日までは白ロシア共産党中央委幹部会員、同月9日から5月14日まではロシア共産党中央委臨時白ロシア局幹部会員、翌15日からは白ロシア共産党中央委局員 (be) に就いた。
1922年12月30日には第1期ソビエト連邦中央執行委第1回会議においてミハイル・カリーニン、グリゴリー・ペトロフスキー、ナリマン・ナリマノフとともに中央執行委議長に選出されている。また、第11回から第17回までの連邦党大会にも出席した。
白ロシア共和国指導者として、チェルヴャコフは白ロシア化を推進した。その治世においては、1921年末までに300人を超す知識人が白ロシアに帰国し、白ロシア国立大学や白ロシア文化研究所が開設され、1928年初頭までには一般教育機関と中央省庁の80パーセントで白ロシア語が使用されるようになった。ポーランド・ソビエト戦争後に白ロシアを見舞った飢饉はネップと農業自由化で食い止められ、帰還兵の住宅問題解決にも役割を果たした。1924年にはヴィテプスク県、ゴメリ県、スモレンスク県の郡が白ロシア共和国に移管され、領土と人口の拡大も成し遂げられた。1924年の連邦憲法の制定委員や1927年の白ロシア共和国憲法 (be) 採択者の一人ともなり、白ロシア共和国国旗・国章制定にも関わっている。
しかし、1927年末には既に、白ロシア共産党は白ロシア化とネップを反革命的であるとして抑制する方針に転換していた。1929年4月、党はチェルヴャコフに「自身の右翼日和見主義に断固としたボリシェヴィキ的自己批判を加える」ことを命じ、12月にチェルヴャコフは『ズヴャズダ』紙に謝罪記事を発表した。数日後にチェルヴャコフはモスクワに宛てて白ロシアからの転出願いを書いたが、この要請は退けられた。翌1930年の第13回党大会 (be) においても、チェルヴャコフはミンスク管区 (ru) 委責任書記アダム・スラビンスキー (be) から「レーニン主義よりも白ロシア社会主義会議や『ナーシャ・ニーヴァ』の問題に通じている」との批判を受けている。

### 自殺とその後

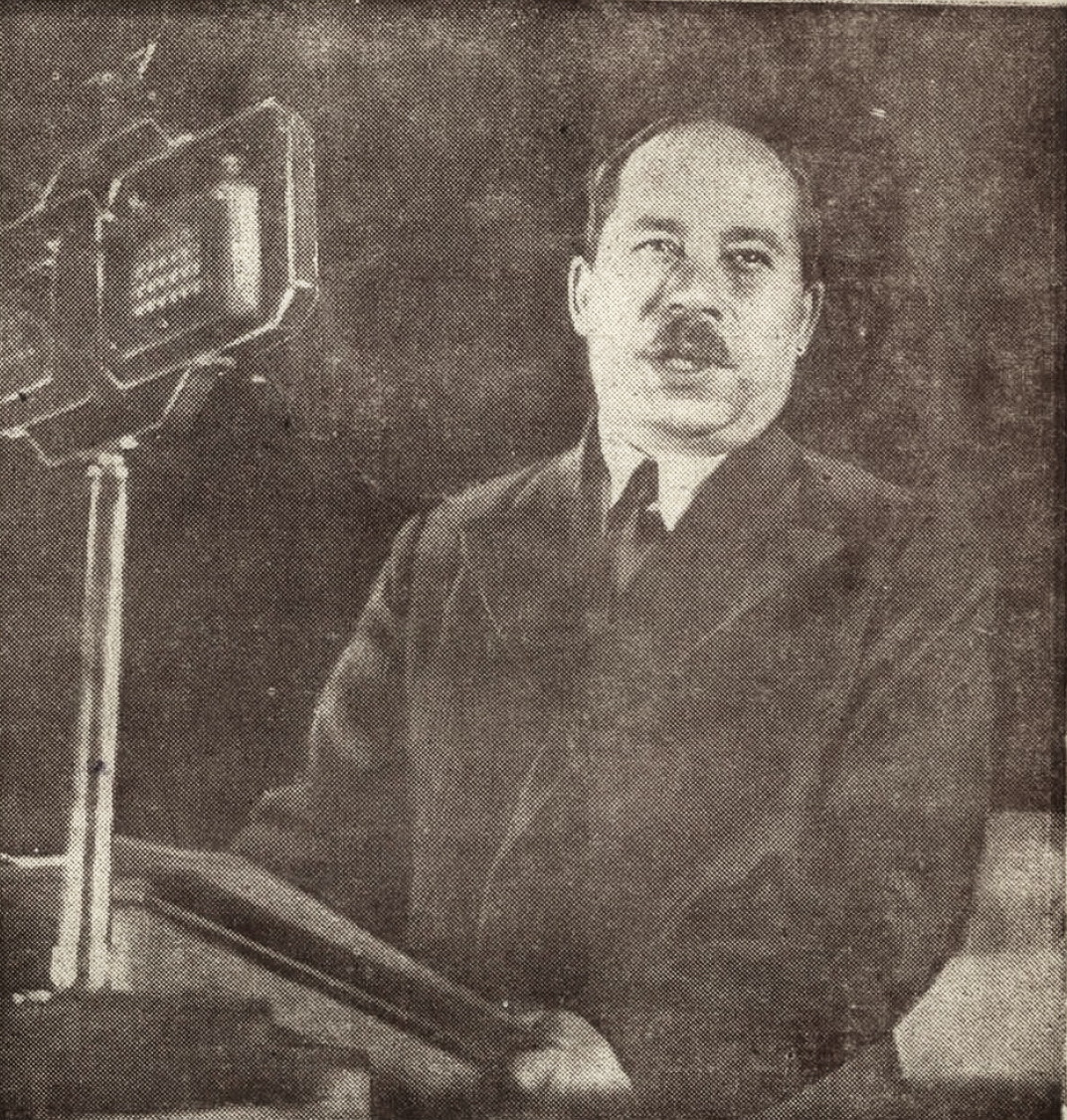
第12回臨時白ロシア・ソビエト大会でスターリン憲法草案について報告するチェルヴャコフ（1936年）

大粛清の最中、1937年6月16日にミンスクで開催された第16回党大会 (be) の席上において、チェルヴャコフは白ロシア・コムソモール (be) 中央委第一書記アレクサンドル・アヴグスタイチス (be) から「警戒心の欠如から人民の敵に融和的な態度をとり」、「自己批判をしようがしまいが、自己の責任をとっていないことに変わりはない」との批判を受けた。

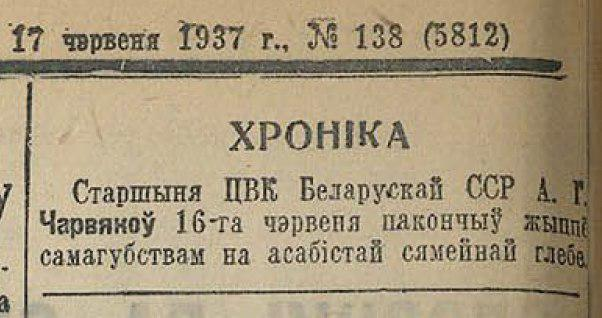
チェルヴャコフの自殺を報じる1937年6月17日の『ズヴャズダ』

同日午後、大会の休憩時間中、チェルヴャコフは中央執行委議長の執務室で拳銃自殺を遂げた。連邦中央執行委議長、白ロシア共和国中央執行委議長および白ロシア共産党中央委局員に在職中の死であった。
夕方から続行された大会で、党中央委第一書記ヴァシリー・シャランゴヴィチはチェルヴャコフが「個人的理由」から「反党行為」である自殺に及んだと発表した（シャランゴヴィチは同月14日の時点で、チェルヴャコフがポーランドのスパイであるとの「告発」をヨシフ・スターリンに送っていた）。自殺の動機は、公式には「家庭の事情」と報道された。

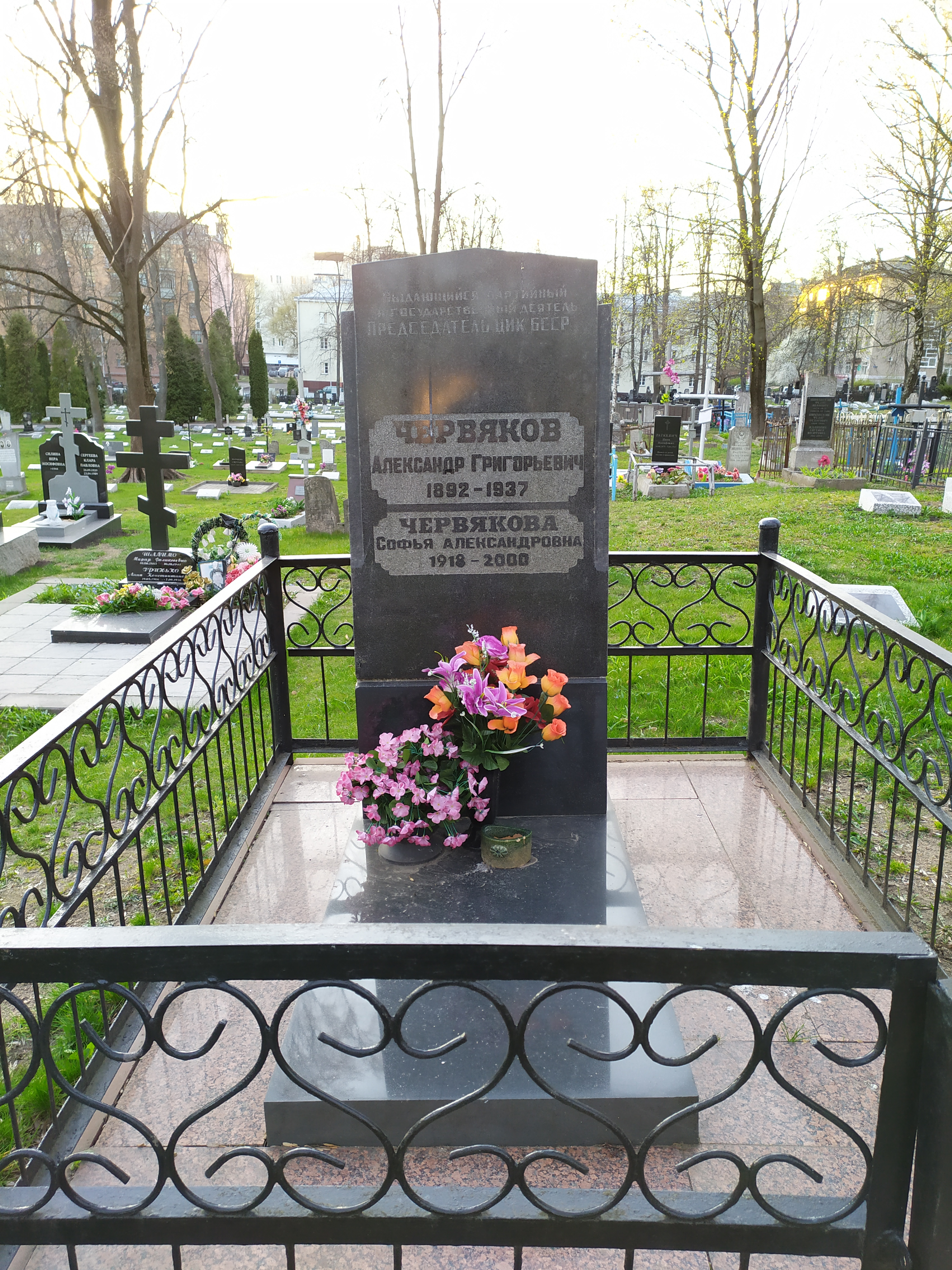
軍人墓地のチェルヴャコフの墓碑

チェルヴャコフはミンスクの軍人墓地に葬られ、1957年には名誉回復がなされた。チェルヴャコフの名はミンスクの通りや路地、故郷プホヴィチ地区の中等学校に付けられた。中等学校にはチェルヴャコフの博物館も併設されている。